# Denis Buntić
Denis Buntić (født 13. oktober 1982 i Ljubuški) er en kroatisk tidligere håndboldspiller.

## Håndboldkarriere

### Klubber
Buntić spillede for forskellige klubber i lande i det tidligere Jugoslavien, inden han i 2008 kom til den spanske Liga ASOBAL-klub Ademar León. Efter tre år her, var han fem sæsoner i polske KS Kielce, hvorpå han havde en sæson i ungarske SC Pick Szeged, inden han afsluttede sin karriere i oprindelige klub, HRK Izviđač i Bosnien.

## Landshold
Buntić opnåede i alt 131 kampe for det kroatiske landshold og scorede der 292 mål. Han var med til at vinde sølv ved VM 2005 i Tunesien, hvor holdet i finalen blev besejret af Spanien. Han var også i truppen til VM i 2009 på hjemmebane i Kroatien, hvor det igen blev til kroatisk sølv. Ved EM 2010 vandt Kroatien igen sølv, og to år senere ved EM 2012 blev det til bronze. Ved OL samme år i London var Buntić også med, og her vandt Kroatien alle kampe i sin indledende pulje og i kvartfinalen over Tunesien, inden det blev til semifinalenederlag til Frankrig, der senere vandt finalen over Sverige, mens Kroatien vandt bronze efter sejr i kampen om tredjepladsen mod Ungarn. Ved EM 2018 blev Buntić indskiftet i den kroatiske klub, efter at Domagoj Duvnjak blev skadet i holdets første kamp. Han blev senere skiftet ud igen og besluttede efterfølgende at indstille sin landsholdskarriere.